# Biserramenia psammobionta
Biserramenia psammobionta is een Solenogastressoort uit de familie van de Simrothiellidae. De wetenschappelijke naam van de soort is voor het eerst geldig gepubliceerd in 1967 door Salvini-Plawen.